# CoroCoro Comic
CoroCoro Comic (jap. コロコロ コミック KoroKoro Komikku) ist ein japanisches Manga-Magazin, welches jeden Monat vom Verlag Shōgakukan herausgegeben wird. Es wurde 1977 gegründet als Magazin für Kinder und beinhaltet daher Kodomo-Serien. Im Magazin erschienen ab 1977 die bis heute populären Mangas Doraemon und Asari-chan. Es war das erste in seinem A5-Format und mit 600 bis 700 Seiten telefonbuchdick erscheinenden Magazin für seine Zielgruppe, dem später ähnliche von anderen Verlagen folgten. Die bedeutendste Konkurrenz war lange Zeit das Comic BomBom. 2016 verkaufte sich jede der 600 bis 700 Seiten starken Ausgaben je 790.000 mal, 1994 waren es 750.000, nachdem die Verkaufszahlen von einem Höhepunkt von 1,5 Millionen stark zurückgegangen waren.
Der Stil der meisten Serien wird als „fröhlich und ausgelassen“ beschrieben, die Cover als „psychodelische Explosionen der enthaltenen Figuren“. Viele der Serien stehen in Zusammenhang mit Videospielen und Spielzeug, drehen sich um Sport und sind humorvoll. Etwa 60 % der Geschichten sind Gag-Comicstrips, die auch die noch wenig im Lesen geübten jungen Grundschüler ansprechen sollen. Der Name steht für die japanische Lautmalerei von „rollen“. Die Leitmotive von CoroCoro Comic sind yūki, yūjō und tōchi (Mut, Freundschaft und Kampfgeist).

## Serien (Auswahl)
- Doraemon (1977–1996)
- Asari-chan (seit 1977)
- Game Center Arashi (1978–1984)
- Kickers (1985–1989)
- Dash! Yonkurō (1987–1992)
- Honō no Dōkyūji: Dodge Dampei (1989–1995)
- Super Mario-kun (seit 1990)
- Bakusō Kyōdai Let's & Go!! (1994–1999)
- Pokémon – Die ersten Abenteuer (seit 1997)
- Uchūjin Tanaka Tarō (1998–2004)
- Cyborg Kuro-chan (seit 1998)
- Zoids (1999–2001)
- Duel Masters (1999–2006)
- Beyblade (2000–2002, seit 2008)
- Dorabase (2001–2011)
- Croket! (2001–2006)
- Zettai Zetsumei: Denjarasu Jii-san (2001–2010)
- Battle B-Daman (2002–2005)
- Bomberman Jetters (2002–2003)
- MegaMan NT Warrior (2002–2006)
- Keshikasu-kun (2004–2011)
- Ratchet & Clank – Gagaga! Ginga no Gakeppuchi Densetsu (seit 2005)
- Crash B-Daman (2006–2007)
- Inazuma Eleven (seit 2008)
- Baku Tech! Bakugan (2010–2014)
- Danbōru Senki (2011–2013)
- Yo-kai Watch (seit 2012)
- Future Card Buddyfight (seit 2013)
- Gundam Build Fighters Amazing (seit 2013)
- ZoZo Zombie (2012–2018)